# Ausbildungsnachweis

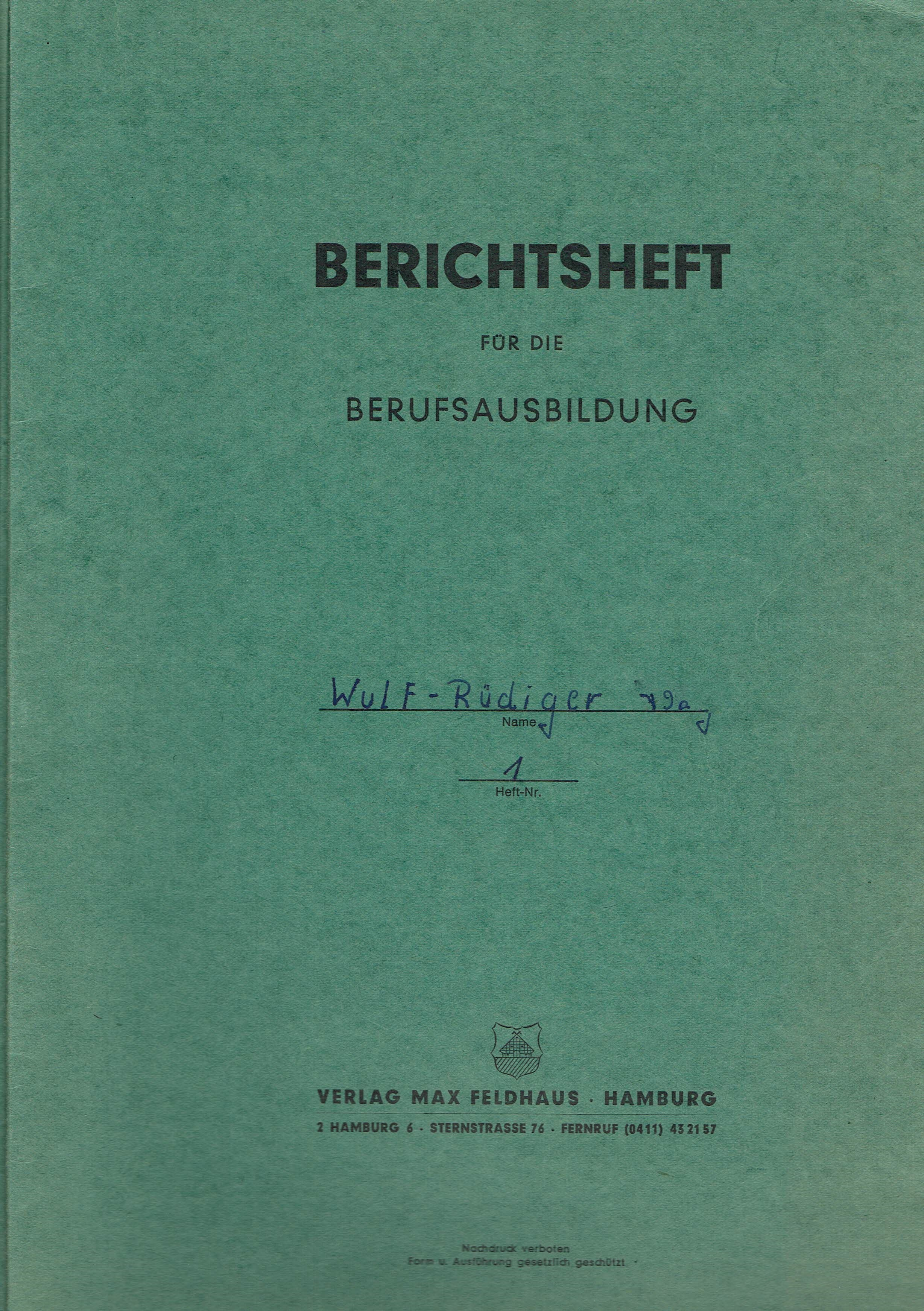
Berichtsheft zur Berufsausbildung um 1970

Der Ausbildungsnachweis ist in Deutschland die Bezeichnung für ein Berichtsheft über die Berufsausbildung, dem neben pädagogischen Funktionen besondere Steuerungs- und Kontrollfunktionen zukommen. Im Weiteren wird die Bedeutung in der Bundesrepublik Deutschland dargestellt.

## Formaler Hintergrund
In allen Berufen der Dualen Ausbildung, die in Deutschland durch das Berufsbildungsgesetz geregelt werden, ist das Führen eines schriftlichen Ausbildungsnachweis (digital oder analog) vorgeschrieben. Die Auszubildenden sind verpflichtet, den Ausbildungsnachweis sorgfältig zu führen. Der Ausbilder wiederum ist verpflichtet, die Auszubildenden dazu anzuhalten und den Ausbildungsnachweis regelmäßig durchzusehen. Das Führen des Nachweises ist dem Auszubildenden während der Ausbildungszeit im Betrieb zu ermöglichen. Die gesetzliche Grundlage ist durch § 13, Satz 2, Nr. 7 BBiG und § 14, Abs. 2 BBiG begründet. Ergänzend gibt es Regelungen in der Handwerksordnung und berufsspezifisch in der jeweiligen Ausbildungsordnung.

## Pädagogischer Hintergrund
Das Führen des Berichtshefts sollen den Auszubildenden dazu anhalten, die erworbenen Kenntnisse und Fertigkeiten aus seiner Sicht darzustellen und damit den aus subjektiver Sicht erreichten Ausbildungsstand zu dokumentieren beziehungsweise diesen kritisch zu reflektieren. Dabei lernt der Auszubildende u. a. durch das Feedback von seinem Ausbilder auch die schriftliche Dokumentationsfähigkeit zu verbessern. Durch die regelmäßige Kontrolle von Seiten des Ausbilders soll es „als Dokument und Mittel des Kompetenzerwerbs den ihm gebührenden Platz in der Ausbildung einnehmen“. Der pädagogische Mehrwert ist insbesondere durch die Verbindung mit der Leittextmethode beim Führen des Nachweises gegeben.

## Inhalt und Kontrollfunktion
Das Berichtsheft soll der Reflexion über die Inhalte und den Verlauf der Ausbildung dienen. Zeitlich sowie sachlich soll es am Ablauf der Ausbildung im Betrieb und in der Berufsschule ausgerichtet sein. Somit spiegelt es alle Inhalte des betrieblichen Ausbildungsplanes und des schulischen Lehrplanes wider. Alle an der Berufsausbildung beteiligten Personen, also der Auszubildende, der Ausbilder (inkl. ggf. beteiligter Ausbildungsbeauftragter), der Ausbildungsbetrieb sowie die zur Überwachung der Ausbildung zuständige Stelle, sollen durch das Berichtsheft einen einfach nachvollziehbaren Nachweis zum Verlauf der Ausbildung bekommen und in der Lage sein, einen Soll/Ist-Abgleich durchzuführen. Durch diesen Abgleich wird allen Beteiligten die Möglichkeit gegeben, Defizite im Ausbildungsverlauf festzustellen und dann entsprechende gegenzusteuernde Maßnahmen einzufordern oder einzuleiten.

## Bedeutung für die Prüfung
Der ordnungsgemäß geführte und unterschriebene Ausbildungsnachweis ist gemäß § 43 Abs. 1 Nr. 2 BBiG sowie § 36 Absatz 1 Nr. 2 HwO eine Zulassungsvoraussetzung zur Abschlussprüfung. In manchen Ausbildungsordnungen oder Regelungen der zuständigen Stellen ist auch vorgesehen, dass dieser zur mündlichen/praktischen Prüfung mitzubringen ist. Allerdings dient er lediglich dem Nachweis der ordnungsgemäßen Ausbildung und darf in keiner Weise benotet werden oder sonst wie Eingang in die Bewertung der Prüfung finden.

## Ausbildungsnachweis in der Praxis
Auch wenn das Berichtsheft durch die rechtlichen Regelungen an Bedeutung gewonnen hat und ihm vom pädagogischen Stellenwert eine Aufwertung zukommt, haftet dem Führen und Kontrollieren des Nachweises immer noch das Image einer lästigen Pflichtaufgabe an. Aber das Verständnis, dass die durch ein gut geführtes Berichtsheft gegebene Kontrollfunktion allen Parteien nützen kann, nimmt zu.
Es kann sowohl als lose Blattsammlung als auch in elektronischer Form geführt werden. Tages-, Wochen- oder Monatsberichte sind zulässig. Regional werden von den jeweiligen zuständigen Stellen – in der Regel IHK, HWK und Landwirtschaftskammer – meist Richtlinien beschlossen und Vorlagen zur Verfügung gestellt.